# Dolf Tilleman
Rudolphus Tilleman (Verrebroek, 8 februari 1896 - aldaar, 23 december 1963) was landbouwer en slachter, maar speelde ook de titelrol in Emile Degelins film De Boer die Sterft (1963). Tilleman was vanaf 1938 gemeenteraadslid van Verrebroek, Tweede Schepen van 1947 tot 1953 en Eerste Schepen van 1953 tot 1963.